# Mubarak Szah
Mubarak Szah (ur. ? – zm. po 1279) – efemeryczny chan ułusu Czagataja, panujący od marca do września 1266 roku.

## Życiorys
Był synem Kara Hülëgü (1244/45–1246, 1251–1252) i Organy-katun. Jego ojciec zmarł w 1252 i regencję w jego imieniu sprawowała jego matka, dopóki władzy w ułusie Czagataja nie zdobył Ałgu (1261–1266), który ostatecznie w ramach politycznego kompromisu ożenił się z Organą. Kiedy Ałgu zmarł na przełomie 1265 i 1266, Organa doprowadziła do obwołania swojego syna chanem w Ahangaran, najwidoczniej bez autoryzacji Kubiłaja, "stąd był to pierwszy raz kiedy mongolski władca wstąpił na tron bez nominacji ze strony Wielkiego Chana". Mubarak Szah był muzułmaninem i tym samym pierwszym chanem Czagataidów wyznającym islam. Według Karsziego miał panować od marca do września 1266 roku.
Według Raszida ad-Dina, kiedy Kubiłaj dowiedział się, że Mubarak Szah objął władzę bez jego autoryzacji, wysłał do Azji Środkowej innego prawnuka Czagataja, Baraka, z jarłykiem ustanawiającym go wspólnym z Mubarakiem Szahem władcą ułusu. Jednak Barak początkowo ukrył jarłyk i poprosił Mubarak Szaha jedynie o zezwolenie na powrót do swoich rodzinnych posiadłości (jurty) w regionie Czaghanijan, nieopodal Termezu. Barak stopniowo zdobywał lojalność członków armii Mubarak Szaha, którzy pozostawali w ciągłym konflikcie z ludnością osiadłą znajdującą się pod opieką chana, by ostatecznie otwarcie wystąpić przeciwko niemu. We wrześniu 1266 Barak pokonał Mubarak Szaha w pobliżu Chodżentu, a następnie wygnał go pod pretekstem jakiegoś przestępstwa z rangą inspektora polowań.
Narracja Raszida ad-Dina generalnie nie znajduje potwierdzenia w oficjalnej historii dynastii Yuan (która w ogóle nie wspomina o jarłyku Kubiłaja) i jest nie do pogodzenia z datami podanymi przez Karsziego, ponieważ: "jest czymś nieprawdopodobnym by wieści o objęciu tronu przez Mubarak Szaha mogły dotrzeć do Kubiłaja, który miał na nie zareagować ustanawiając Baraka drugim władcą i że ten ostatni mógł następnie dotrzeć do Mubarak Szaha w rejonie Syr-Darii, zdobyć jego zaufanie a potem go wygnać, wszystko to na przestrzeni sześciu miesięcy. (Według Wassafa sama podróż z terytoriów Kubiłaja do terytoriów Kajdu zajmowała sześć miesięcy)". Wydaje się, że Barak przybył do Azji Środkowej wcześniej, być może w roku 1263, kiedy to według Historii Yuan jego żołnierze mieli z rozkazu Kubiłaja otrzymać 129 brakujących im koni. Trudno jednoznacznie ustalić, czy Barak otrzymał jarłyk od Kubiłaja, jednak w świetle jego natychmiastowego buntu przeciwko temu ostatniemu niezwłocznie po wygnaniu Mubarak Szaha wydaje się, że dekret Wielkiego Chana nie odegrał decydującej roli w zmianie władzy w ułusie.
Według Raszida ad-Dina Mubarak Szah miał być jednym z pierwszych, którzy w roku 1271 uznali władzę Kajdu (1271-1301), jednak już wkrótce potem syn Kara Hülëgü przeszedł na stronę ilchana Abaki (1265–1282). Ten ustanowił go przywódcą mających siedziby na terenie dzisiejszego Afganistanu Mongołów Kara'unas. Nie zapobiegło to jednak łupieżczym najazdom Kara'unas na tereny Iranu, podejmowanym często we współdziałaniu z Czagataidami. Zimą 1278/1279 roku Kara'unas urządzili rajd na terytoria Kermanu i Farsu, jednak w drodze powrotnej latem 1279 roku zostali oblężeni przez ścigającego ich Arguna (1284–1291) w mieście Sistan (dzis. Zarandż) i ostatecznie musieli się poddać. Mubarak Szah dostał się wówczas do niewoli i 12 sierpnia 1279 roku wraz z innymi przywódcami Kara'unas złożył hołd Abace. O jego dalszych losach nic nie wiadomo, jednak pomimo jego zachowania ilchan mianował następnym przywódcą Kara'unas jego syna.